# روبرتو ایزی
روبرتو ایزی (انگلیسی: Roberto Iezzi؛ زادهٔ ۹ ژوئیهٔ ۱۹۹۹) بازیکن فوتبال اهل ایتالیا است.